# ニチモ (不動産)
ニチモ株式会社は、東京都千代田区に本社を置く日本の不動産会社。本稿では後身のニチモリアルエステート株式会社についてもあわせて記述する。

## 概要
集合プレハブ住宅から分譲マンションに事業を拡大し、主として首都圏・近畿地方を中心にマンション、賃貸住宅を展開。2007年マンション供給戸数ランキングでは近畿圏18位（450戸）。
2009年に民事再生法を申請し、再建スポンサーの日建が新しく設立したニチモリアルエステート株式会社に事業が継承された。ニチモリアルエステートはその後、ワールドインテック（現・ワールドホールディングス）による子会社化を経て、現在は不動産融資コンサルティングが事業の中心となっている。
大輪会に加盟していた。

## 沿革

### ニチモ
- 1955年（昭和30年）9月21日 - 大阪市住吉区で南海ブロック株式会社設立[1]。
- 1956年（昭和31年）6月 - 大阪モデル住宅株式会社に商号変更
- 1960年（昭和35年）7月 - 日本モデル住宅株式会社に商号変更。ニチモの社名はこれに由来する。
- 1963年（昭和38年）11月 - ニチモプレハブ株式会社に商号変更。
- 1966年（昭和41年） - 渋谷区に営業所を設置して関東に進出。
- 1970年（昭和45年）10月1日 - 休眠会社だった大阪市北区のニチモプレハブが、住吉区のニチモプレハブを合併。
- 1971年（昭和46年）3月 - 大阪証券取引所2部上場。
- 1972年（昭和47年）
  - 6月 - 名古屋証券取引所2部上場。
  - 10月 - 名古屋営業所開設（2001年1月廃止）。
- 1973年（昭和48年）3月 - 東京証券取引所2部上場。
- 1977年（昭和52年） - ニチモ株式会社に商号変更。
- 1978年（昭和53年）3月 - 東証・名証・大証1部に指定替え。
- 1980年（昭和55年） - 渋谷営業所を発展解消し、東京支社を新宿区に設置（同年10月に本社格上げ）。
- 1981年（昭和56年）3月 - 大阪支店設立。
- 2000年（平成12年）
  - 1月 - 東京本社を豊島区に移転。
  - 6月 - 本店を梅田に移転。
- 2001年（平成13年） - 本店と大阪支店を島之内に移転。
- 2003年（平成15年）5月 - 名証1部上場廃止。
- 2004年（平成16年）
  - 2月1日 - 東証1部から2部に指定替え[2]。
  - 3月 - りそな銀行など取引先金融機関と債権放棄で合意[3]。
- 2006年（平成18年）
  - 2月 - 本店を堂島浜に移転。
  - 11月20日 - 東京本社を千代田区神田美土代町に移転[4]。
- 2009年（平成21年）
  - 1月15日 - ニチモコミュニティ株式を長谷工グループの長谷工アネシスと不二建設に譲渡すると発表[5]
  - 2月13日 - 民事再生手続開始の申立て。負債総額は2008年9月時点で757億円[6][7]。
  - 2月20日 - 民事再生手続開始決定[8]。
  - 3月14日 - 上場廃止。
  - 7月27日 - 大阪支店を北浜に移転[9]。
  - 8月24日 - 東京本社を千代田区神田小川町に移転[10]。
  - 10月14日 - 発行済み株式の自己取得と100％減資を実施[11]。
- 2010年（平成22年）1月29日 - 大阪支店を廃止し、本店所在地を千代田区に移転[12]。

### ニチモリアルエステート
- 2009年（平成21年）6月12日 - 株式会社日建により設立。
- 2010年（平成22年）6月29日 - 全株式を株式会社ワールドインテックが取得[13]。
- 2013年（平成25年）1月1日 - ワールドインテックのグループ会社だった株式会社サンシティセリングを吸収合併[14]。

## ブランド
- ルイシャトレ（ファミリー向け分譲マンション）
- ジョイシティ（ワンルームマンション）
- ヴォアール（都市型コンパクトマンション）

### 旧シリーズ
- エスポワール
- ジョイフル
- コーポラス
- グリーンコーポ
- コンポーゼ
- ジョイテル 他

## 関連会社
- ニチモコミュニティ株式会社 - 前記のとおり長谷工グループ入りした後、2009年6月1日に長谷工スマイルコミュニティへ商号変更。翌2010年4月1日、グループ同業の長谷工ニッケンコミュニティと合併。
- ニチモアセットマネジメント株式会社